# Football League Cup 2003-2004
La Football League Cup 2003-2004, conosciuta anche con il nome di Carling Cup per motivi di sponsorizzazione, è stata la 44ª edizione del terzo torneo calcistico più importante del calcio inglese, la 38ª in finale unica. La manifestazione, ebbe inizio nell'agosto 2003 e si concluse il 29 febbraio 2004 con la finale del Millennium Stadium di Cardiff, sede scelta per ospitare l'evento, in attesa della conclusione dei lavori di ristrutturazione del nuovo Wembley.
Il trofeo fu vinto dal Middlesbrough, che nell'atto conclusivo si impose sul Bolton Wanderers con il punteggio di 2-1.

## Formula
La Football League Cup era riservata alle 20 squadre della Premier League e alle 72 della Football League. Ogni turno della competizione è composto da scontri ad eliminazione diretta, ad esclusione delle semifinali che si compongono di due match dove la squadra con il miglior risultato combinato accede in finale. Se al termine di ogni partita o se il risultato combinato delle semifinali è identico, vengono giocati i tempi supplementari. Se anche al termine dei tempi supplementari il punteggio è ancora in parità, si passa ai calci di rigore.
|                              | Squadre che entrano in questo turno                                                                    | Squadre qualificate dal turno precedente    |
| ---------------------------- | --- | ------------------------------------------- |
| Primo turno (72 squadre)     | - 24 squadre dalla Third Division - 24 squadre dalla Second Division - 24 squadre dalla First Division |                                             |
| Secondo turno (48 squadre)   | - 12 squadre dalla Premier League (non partecipanti alle competizioni europee)                         | - 36 squadre vincitrici del primo turno     |
| Terzo turno (32 squadre)     | - 8 squadre dalla Premier League (partecipanti alle competizioni europee)                              | - 24 squadre vincitrici del secondo turno   |
| Quarto turno (16 squadre)    | | - 16 squadre vincitrici del terzo turno     |
| Quarti di finale (8 squadre) | | - 8 squadre vincitrici del quarto turno     |
| Semifinali (4 squadre)       | | - 4 squadre vincitrici dei quarti di finale |
| Finale (2 squadre)           | | - 2 squadre vincitrici delle semifinali     |

## Primo turno
| Squadra 1         | Risultato       | Squadra 2          |
| ----------------- | --------------- | ------------------ |
| Barnsley          | 1 - 2           | Blackpool          |
| Boston Utd        | 1 - 3           | Reading            |
| Bradford City     | 0 - 0 (3-5 dtr) | Darlington         |
| Bristol City      | 4 - 1 (d.t.s.)  | Swansea City       |
| Bristol Rovers    | 0 - 1           | Brighton           |
| Cambridge Utd     | 1 - 2           | Gillingham         |
| Cardiff City      | 4 - 1           | Leyton Orient      |
| Cheltenham Town   | 1 - 2           | QPR                |
| Chesterfield      | 0 - 0 (2-3 dtr) | Burnley            |
| Colchester Utd    | 2 - 1           | Plymouth           |
| Coventry City     | 2 - 0           | Peterborough Utd   |
| Crewe Alexandra   | 2 - 0           | Wrexham            |
| Doncaster         | 3 - 2           | Grimsby Town       |
| Huddersfield Town | 2 - 1           | Derby County       |
| Ipswich Town      | 1 - 0 (d.t.s.)  | Kidderminster      |
| Lincoln City      | 0 - 1           | Stockport County   |
| Luton Town        | 4 - 1           | Yeovil Town        |
| Macclesfield Town | 1 - 2           | Sheffield Utd      |
| Mansfield Town    | 1 - 2           | Sunderland         |
| Millwall          | 0 - 1           | Oxford Utd         |
| Northampton Town  | 1 - 0           | Norwich City       |
| Port Vale         | 0 - 0 (2-3 dtr) | Nottingham Forest  |
| Preston N.E.      | 0 - 0 (6-7 dtr) | Notts County       |
| Rotherham Utd     | 2 - 1           | York City          |
| Scunthorpe Utd    | 2 - 1           | Oldham Athletic    |
| Sheffield Weds    | 2 - 2 (4-5 dtr) | Hartlepool Utd     |
| Southend Utd      | 2 - 3           | Swindon Town       |
| Stoke City        | 2 - 1           | Rochdale           |
| Torquay Utd       | 1 - 1 (1-3 dtr) | Crystal Palace     |
| Tranmere          | 1 - 0           | Bury               |
| Walsall           | 2 - 1           | Carlisle Utd       |
| Watford           | 1 - 0 (d.t.s.)  | Bournemouth        |
| West Bromwich     | 4 - 0           | Brentford          |
| West Ham Utd      | 3 - 1           | Rushden & Diamonds |
| Wigan             | 2 - 0           | Hull City          |
| Wycombe           | 2 - 0           | Wimbledon FC       |

## Secondo turno
| Squadra 1      | Risultato       | Squadra 2         |
| -------------- | --------------- | ----------------- |
| Blackpool      | 1 - 0           | Birmingham City   |
| Bolton         | 3 - 1           | Walsall           |
| Bristol City   | 1 - 0 (d.t.s.)  | Watford           |
| Cardiff City   | 2 - 3           | West Ham Utd      |
| Charlton       | 4 - 4 (8-7 dtr) | Luton Town        |
| Coventry City  | 0 - 3           | Tottenham         |
| Crystal Palace | 4 - 1           | Doncaster         |
| Everton        | 3 - 0           | Stockport County  |
| Hartlepool Utd | 1 - 2           | West Bromwich     |
| Leeds Utd      | 2 - 2 (4-3 dtr) | Swindon Town      |
| Leicester City | 1 - 0           | Crewe Alexandra   |
| Middlesbrough  | 1 - 0 (d.t.s.)  | Brighton          |
| Notts County   | 2 - 1           | Ipswich Town      |
| Oxford Utd     | 1 - 3           | Reading           |
| Portsmouth     | 5 - 2           | Northampton Town  |
| Rotherham Utd  | 1 - 0           | Colchester Utd    |
| Scunthorpe Utd | 2 - 3           | Burnley           |
| Sheffield Utd  | 0 - 2           | QPR               |
| Stoke City     | 0 - 2           | Gillingham        |
| Sunderland     | 2 - 4           | Huddersfield Town |
| Tranmere       | 0 - 0 (1-4 dtr) | Nottingham Forest |
| Wigan          | 1 - 0           | Fulham            |
| Wolverhampton  | 2 - 0           | Darlington        |
| Wycombe        | 0 - 5           | Aston Villa       |

## Terzo turno
| Squadra 1         | Risultato       | Squadra 2         |
| ----------------- | --------------- | ----------------- |
| Arsenal           | 1 - 1 (9-8 dtr) | Rotherham Utd     |
| Aston Villa       | 1 - 0           | Leicester City    |
| Blackburn         | 3 - 4           | Liverpool         |
| Blackpool         | 1 - 3           | Crystal Palace    |
| Bolton            | 2 - 1           | Gillingham        |
| Bristol City      | 1 - 3           | Southampton       |
| Chelsea           | 4 - 2           | Notts County      |
| Everton           | 1 - 0           | Charlton          |
| Leeds Utd         | 2 - 3 (d.t.s.)  | Manchester Utd    |
| Newcastle Utd     | 1 - 2 (d.t.s.)  | West Bromwich     |
| Nottingham Forest | 2 - 4           | Portsmouth        |
| QPR               | 0 - 3           | Manchester City   |
| Reading           | 1 - 0           | Huddersfield Town |
| Tottenham         | 1 - 0 (d.t.s.)  | West Ham Utd      |
| Wigan             | 1 - 2           | Middlesbrough     |
| Wolverhampton     | 2 - 0           | Burnley           |

## Quarto turno
| Squadra 1       | Risultato       | Squadra 2       |
| --------------- | --------------- | --------------- |
| 2 dicembre 2003 |                 |                 |
| Arsenal         | 5 - 1           | Wolverhampton   |
| Southampton     | 2 - 0           | Portsmouth      |
| 3 dicembre 2003 |                 |                 |
| Aston Villa     | 3 - 0           | Crystal Palace  |
| Liverpool       | 2 - 3           | Bolton          |
| Middlesbrough   | 0 - 0 (5-4 dtr) | Everton         |
| Reading         | 0 - 1           | Chelsea         |
| Tottenham       | 3 - 1           | Manchester City |
| West Bromwich   | 2 - 0           | Manchester Utd  |

## Quarti di finale
| Squadra 1        | Risultato       | Squadra 2     |
| ---------------- | --------------- | ------------- |
| 16 dicembre 2003 |                 |               |
| Bolton           | 1 - 0 (d.t.s.)  | Southampton   |
| West Bromwich    | 0 - 2           | Arsenal       |
| 17 dicembre 2003 |                 |               |
| Aston Villa      | 2 - 1           | Chelsea       |
| Tottenham        | 1 - 1 (4-5 dtr) | Middlesbrough |

## Semifinali
| Squadra 1 | Totale | Squadra 2     | Andata          | Ritorno         |
| --------- | ------ | ------------- | --------------- | --------------- |
|           |        |               | 20 gennaio 2004 | 3 febbraio 2004 |
| Arsenal   | 1 - 3  | Middlesbrough | 0 - 1           | 1 - 2           |
|           |        |               | 21 gennaio 2004 | 27 gennaio 2004 |
| Bolton    | 5 - 4  | Aston Villa   | 5 - 2           | 0 - 2           |

## Finale
| Arbitro: | Mike Riley |

|                         |           |            |
| Job 2’ Zenden 7’ (rig.) | Marcatori | 21’ Davies |

| Middlesbrough | Bolton Wanderers |

| MIDDLESBROUGH   |    |                      |             |
|                 |    |                      |             |
| P               | 1  | Mark Schwarzer       |             |
| D               | 15 | Danny Mills          |             |
| D               | 4  | Ugo Ehiogu           |             |
| D               | 6  | Gareth Southgate (C) |             |
| D               | 3  | Franck Queudrue      |             |
| C               | 14 | Gaizka Mendieta      |             |
| C               | 7  | George Boateng       | Ammonizione |
| C               | 20 | Doriva               |             |
| C               | 27 | Boudewijn Zenden     |             |
| C               | 10 | Juninho              |             |
| A               | 16 | Joseph-Désiré Job    | 65’         |
| A disposizione: |    |                      |             |
| P               | 35 | Brad Jones           |             |
| D               | 5  | Chris Riggott        |             |
| C               | 19 | Stewart Downing      |             |
| A               | 9  | Massimo Maccarone    |             |
| A               | 17 | Michael Ricketts     | 65’         |
| A disposizione: |    |                      |             |
| Steve McClaren  |    |                      |             |

| BOLTON WANDERERS |    |                        |             |
|                  |    |                        |             |
| P                | 22 | Jussi Jääskeläinen     |             |
| D                | 18 | Nicky Hunt             | 87’         |
| D                | 5  | Bruno N'Gotty          |             |
| D                | 26 | Emerson Thome          |             |
| D                | 3  | Simon Charlton         |             |
| C                | 8  | Per Frandsen           | 63’         |
| C                | 16 | Iván Campo             | Ammonizione |
| C                | 10 | Jay-Jay Okocha (C)     |             |
| C                | 4  | Kevin Nolan            | 78’         |
| C                | 6  | Youri Djorkaeff        |             |
| A                | 14 | Kevin Davies           |             |
| A disposizione:  |    |                        |             |
| P                | 1  | Kevin Poole            |             |
| D                | 2  | Anthony Barness        |             |
| C                | 7  | Stelios Giannakopoulos | 87’         |
| A                | 9  | Henrik Pedersen        | 63’         |
| A                | 25 | Javi Moreno            | 78’         |
| Manager:         |    |                        |             |
| Sam Allardyce    |    |                        |             |